# Peng Bo
Peng Bo (彭勃S; pinyin: Péng Bó; Nanchang, 18 febbraio 1981) è un tuffatore cinese.
Ha rappresentato la Cina nel concorso dei tuffi dal trampolino 3 metri individuale e sincro ai Giochi olimpici estivi di Atene 2004. Nell'individuale ha vinto la medaglia d'oro.

## Palmarès
- Giochi olimpici

Atene 2004: oro nel trampolino 3 m;
- Mondiali di nuoto

Fukuoka 2001: oro nel trampolino 3 m sincro;
Barcellona: argento nel trampolino 3 m;
- Giochi asiatici

Busan 2001: oro nel trampolino 3 m sincro;
- Universiade

Pechino 2001: oro nel trampolino 3 m sincro;
Daegu 2003: oro nel trampolino 3 m sincro;
Izmir 2005: oro nel trampolino 3 m sincro;
Bangkok 2007: oro nel trampolino 3 m;  oro nel trampolino 3 m sincro;
- Vincitore della Coppa del Mondo del sincro 3m nel 2004